# Бэйли, Элин
Элин Бэйли (англ. Aleen May Bailey; род. 25 ноября 1980, Сент-Мэри, Мидлсекс) — ямайская легкоатлетка (бег на короткие дистанции, эстафетный бег), чемпионка Панамериканских игр, чемпионка и призёр чемпионатов мира, чемпионка летних Олимпийских игр 2004 года в Афинах, участница двух Олимпиад.

## Карьера
Окончила Южно-Каролинский университет.
Победительница (1996) и бронзовый призёр (1995) юниорских игр CARIFTA Games. Победительница Центральноамериканского и Карибского юниорского первенства по лёгкой атлетике 1996 года в трёх дисциплинах (бег на 100 метров, бег на 200 метров, эстафета 4×100 метров). Победительница молодёжных игр CARIFTA Games 1997—1999 годов. Серебряный и бронзовый призёр Всемирного легкоатлетического финала 2004 года в Монте-Карло. Чемпионка Панамериканских игр 1999 и 2007 годов. Чемпионка (2009), серебряный (2005) и бронзовый (1999) призёр чемпионатов мира в эстафете 4×100 метров.
На Олимпиаде в Афинах Бэйли стала пятой в беге на 100 метров и четвёртой в беге на 200 метров. В эстафете 4×100 метров команда Ямайки, в составе которой выступала Бэйли, заняла первое место. На следующей Олимпиаде в Пекине Бэйли команда Ямайки не смогла пробиться в финал соревнований.